# Stefan Radosław
Stefan Radosław (serb. Стефан Радослав, Stefan Radoslav) – syn Stefana I Koronowanego, król serbski w latach 1228–1234.

## Dzieciństwo
Najstarszy syn Stefana I Koronowanego i jego pierwszej żony Eudoksji Angeliny. Małżeństwo jego rodziców zostało zawarte jako potwierdzenie traktatu pokojowego pomiędzy Bizancjum a Serbią w 1190 roku, a rozpadło się po 1198 roku. Pomiędzy tymi dwoma datami należy więc umieścić datę narodzenia Radosława. Matka jego była Greczynką, w 1195 jej ojciec Aleksy III Angelos w drodze zamachu wojskowego objął tron cesarzy bizantyńskich. Bardzo prawdopodobne, że jej wpływ zaważył na skłonnościach filohelleńskich syna. Stefan Nemanicz miał z Eudoksją najprawdopodobniej jeszcze dwóch synów i dwie córki. W 1198 roku Stefan Nemanicz, od 1196 roku, po abdykacji ojca, władca Serbii, oskarżył swą żonę o zdradę. Eudoksja zbiegła do Zety na dwór szwagra Wukana, który przygotowywał się właśnie do obalenia brata, a stamtąd do Konstantynopola. W 1204 roku miała na krótko poślubić ostatniego cesarza bizantyńskiego przed najazdem krzyżowców, Aleksego V Murzuflosa. W 1202 roku Wukan wspólnie z królem węgierskim Emerykiem, pokonał ojca Radosława Stefana Nemanicza, który zbiegł na dwór cara bułgarskiego Kałojana. W 1203, a najpóźniej 1204 roku Stefan Nemanicz odzyskał tron. Losy Radosława w tym czasie nie są nam znane.

## Następca tronu
W 1216 roku Stefan Nemanicz interweniował w sprawie wygnanego księcia Humu Andrzeja, swego bratanka. Po odzyskaniu Humu na rzecz Andrzeja, na części terytorium osadził swego najstarszego syna Radosława. W tym samym roku interweniował również w Zecie, gdzie władzę po śmierci Wukana objął jego syn król Jerzy. Również Zetę Stefan Nemanicz poddał pod władzę Radosława. W dokumencie pochodzącym najprawdopodobniej z 1222 roku Radosław figuruje wraz z ojcem Stefanem I Koronowanym jako fundator monasteru w Żiczy, siedzibie pierwszego patriarchy serbskiego, stryja Radosława Sawy.
Po objęciu władzy w Epirze około 1216 roku przez Teodora Angelosa Dukasa Stefan Nemanicz doprowadził do zażegnania konfliktu między obydwoma państwami żeniąc swego najstarszego syna Radosława z córką Teodora, Anną. Prawdopodobnie około 1227 roku zrzekł się władzy na rzecz syna i wstąpił do klasztoru.

## Król
W 1228 roku Radosław został koronowany w Żiczy przez swego stryja Sawę na króla Serbii. Jego teść Teodor Angelos około 1227 roku, po opanowaniu Tesaloniki ogłosił się cesarzem Romejów i podjął energiczne kroki zmierzające do opanowania Konstantynopola. Radosław całkowicie podporządkował się teściowi. Nawet na dokumentach podpisywał się po grecku. Greckie napisy umieszczał też na wybijanym pieniądzu. W sprawach wiary i Kościoła zwracał się o radę do biskupa Ochrydy Demetriosa Chomatianosa. Jego progrecka postawa nie przysporzyła mu poparcia w kraju. Klęska Teodora Angelosa pod Kłokotnicą w 1230 roku i zdobycie hegemonii przez Bułgarię na Bałkanach doprowadziło w 1233 roku do wybuchu buntu możnowładców serbskich o orientacji probułgarskiej. Radosław zbiegł do Dubrownika, gdzie zdążył jeszcze wydać przywilej dla kupców dubrownickich. Ostatecznie władzę w państwie przejął jego młodszy brat Władysław. Bardzo prawdopodobne, że Radosław wrócił do Serbii, gdzie wraz z żoną wstąpił do klasztoru. Okoliczności jego śmierci nie są znane.

## Związki rodzinne
|                                                  |                                                  |                                                       |                                                       |                                         |                                         |                    |                    |                                          |                                          |                                               |                                               |  |
|                                                  |                                                  | Stefan Nemania wielki żupan 1170-1196                 | Stefan Nemania wielki żupan 1170-1196                 | Anna                                    | Anna                                    |                    |                    |                                          |                                          |                                               |                                               |  |
|                                                  |                                                  |                                                       |                                                       |                                         |                                         |                    |                    |                                          |                                          |                                               |                                               |  |
|                                                  |                                                  |                                                       |                                                       |                                         |                                         |                    |                    |                                          |                                          |                                               |                                               |  |
|                                                  |                                                  |                                                       |                                                       |                                         |                                         |                    |                    |                                          |                                          |                                               |                                               |  |
| Wukan                                            | Wukan                                            |                                                       |                                                       | Rastko                                  | Rastko                                  | Wuka mniszka       | Wuka mniszka       | nieznana z imienia żona Manuela Angelosa | nieznana z imienia żona Manuela Angelosa | nieznana z imienia żona jednego z Asenowiczów | nieznana z imienia żona jednego z Asenowiczów |  |
|                                                  |                                                  |                                                       |                                                       |                                         |                                         |                    |                    |                                          |                                          |                                               |                                               |  |
| 1. Eudoksja Angelina córka Aleksego III Angelosa | 1. Eudoksja Angelina córka Aleksego III Angelosa | Stefan I Koronowany (ur. ok. 1165, panował 1196-1227) | Stefan I Koronowany (ur. ok. 1165, panował 1196-1227) | 2. Anna Dandolo wnuczka Henryka Dandolo | 2. Anna Dandolo wnuczka Henryka Dandolo |                    |                    |                                          |                                          |                                               |                                               |  |
|                                                  |                                                  |                                                       |                                                       |                                         |                                         |                    |                    |                                          |                                          |                                               |                                               |  |
|                                                  |                                                  |                                                       |                                                       |                                         |                                         |                    |                    |                                          |                                          |                                               |                                               |  |
|                                                  | 1                                                | 1                                                     | 1                                                     | 1                                       | 1                                       | 1                  | 1                  | 1                                        | 2                                        | 2                                             |                                               |  |
| Stefan Radosław (panował 1228-1234)              | Stefan Radosław (panował 1228-1234)              | Stefan Władysław (panował 1234-1243)                  | Stefan Władysław (panował 1234-1243)                  | Przedzisław patriarcha serbski          | Przedzisław patriarcha serbski          | nieznana z imienia | nieznana z imienia | Stefan Urosz I (panował 1243-1276)       | Stefan Urosz I (panował 1243-1276)       |                                               |                                               |  |